# Чиментаг
Чиментаг (Чимантаг, кит. 祁漫塔格山) — горный хребет в Китае. По хребту проходит граница провинции Цинхай и Синьцзян-Уйгурского автономного района. Расположен на юго-западном краю впадины Цайдам, к югу от солёного озера Газкёль. Простирается с северо-запада на юго-восток параллельно хребту Каякдыгтаг, который находится южнее. Западная часть хребта находится на территории Синьцзяна и является северной цепью Восточного Куньлуня. Хребет Чиментаг является частью гор Алтынтаг, расположенных севернее. Северо-западная часть хребта более высокая, до 5710 метров над уровнем моря. Несколько вершин покрыты снегом круглый год. Юго-восточная часть хребта находится на территории Цинхая и более низкая. Большая широкая равнина Культала (库木库勒盆地), расположенная к западу, на которой находится солёное озеро Аяккумкёль, представляет собой хорошее пастбище, место обитания диких ослов и яков. 
Восточная часть хребта находится на территории уезда Маннай Хайси-Монголо-Тибетского автономного округа Цинхая, западная — на территории уезда Чарклык Баян-Гол-Монгольского автономного округа Синьцзян-Уйгурского автономного района.
Открыт Николаем Пржевальским в ходе экспедиции 1883—1886 годов. Экспедиция перешла хребет по пути из Цайдама на равнину Культала. Чиментаг ограничивает с юга обширную межгорную Долину Ветров, которая так названа Николаем Пржевальским из-за постоянных ветров и бурь. Представляет собой долину реки Юсупалык (в верхнем течении Тогрысай), известной как Алар (阿拉尔河) или Темулике (铁木里克河), которая течёт с запада и впадает в озеро Газкёль. Пржевальский прошёл по Долине Ветров на запад в ходе экспедиции 1883—1886 годов. К северу от Долины Ветров простирается Актаг и Караватаг, к югу — Чиментаг и Каякдыгтаг, открытые Прежевальским Аччиккёльтаг (Московский) и солёное озеро Аяккумкёль.
В горах Чиментаг обнажён фрагмент аккреционной призмы с тектоническими линзами серпентинитов, которые вмещают крупные блоки и глыбы базальтов, кремней и зелёных сланцев.